# Tree Rollins
Wayne Monte „Tree” Rollins (ur. 16 czerwca 1955 w Winter Haven) – amerykański koszykarz, występujący na pozycji środkowego, zaliczany do składów najlepszych obrońców NBA, po zakończeniu kariery zawodniczej trener koszykarski.
W sezonie 1982/1983 zajął drugie miejsce w głosowaniu na obrońcę roku NBA.

## Osiągnięcia

### NCAA
- Zaliczony do:
  - III składu All-American(1977 przez Associated Press)
  - II składu ACC (1975–1977)
- Uczelnia zastrzegła należący do niego numer 30

### NBA
- Finalista NBA (1995)[3]
- Wybrany do:
  - I składu defensywnego NBA (1984)[1]
  - II składu defensywnego NBA (1983)[1]
- Lider NBA w blokach (1983)[4]

### Reprezentacja
- Mistrz igrzysk panamerykańskich (1975)[5]

### Trenerskie
- Finalista WNBA (2014 - jako asystent trenera)